# Idaea dasypus
Idaea dasypus är en fjärilsart som beskrevs av Turner 1908. Idaea dasypus ingår i släktet Idaea och familjen mätare. Inga underarter finns listade i Catalogue of Life.